# Mountain Dew

Logo Mountain Dew stosowane w Ameryce Północnej.

Mountain Dew – napój bezalkoholowy o smaku cytrusowym produkowany przez PepsiCo. Został wynaleziony w Tennessee w 1940 roku. Wtedy także został po raz pierwszy sprzedany (w Knoxville w stanie Tennessee).
W Polsce napój pojawił się w 2002 roku i jest wytwarzany przez Pepsi-Cola General Bottlers Poland Sp. z o.o. Dostępny jest w puszkach oraz w butelkach o różnej pojemności.
W październiku 2008 PepsiCo ogłosiło, że z końcem tegoż roku wszystkie logo napojów produkowanych przez firmę oraz niektóre ich nazwy zmienią się. W przypadku Mountain Dew odświeżono logo i wprowadzono nową nazwę – „Mtn Dew”.
W 2018 roku na polskim rynku pojawiła się wersja bezkaloryczna.
W 2019 roku na polski rynek wróciła wersja z zawartością cukru.

## Skład i wartość odżywcza
| Skład |
| --- |
| - woda - syrop fruktozowy - dwutlenek węgla - kwas cytrynowy (regulator kwasowości) - cytrynian sodu (regulator kwasowości; patrz: cytryniany) - sorbinian potasu (substancja konserwująca) - kofeina (135 mg/l) - guma arabska (stabilizator) - ester glicerolu żywicy roślinnej (stabilizator; patrz: estry) - kwas askorbinowy (przeciwutleniacz) - tartrazyna (barwnik) – w wersji oryginalnej amerykańskiej, w Polsce: β-Karoten - naturalne aromaty |